# Minitz
Minitz sind die Web-Nachrichten für Kinder im SWR Kindernetz. Zuvor war Minitz ein trimediales Projekt des Südwestrundfunk (SWR), dass vom März 2009 bis Dezember 2012 für Fernsehen, Radio und Internet produziert wurde. Wie die PBS Kindernachrichtensendung NewsFlash5 wurde auch Minitz bis 2012 von Avataren präsentiert. Heute sind die Info-Clips ohne Avatare.

## Inhalt
Die Minitz-Nachrichten informieren Kinder zwischen acht und zwölf Jahren darüber, was in der Welt passiert. In Clips von einer Minute gibt es Meldungen zu Politik, Schule, Wissenschaft, Tieren, Umwelt, Sport und Stars.

## Auszeichnungen
- 2009 – Pädi in Gold in der Kategorie "Multimedia-Produkte für Kinder"
- 2010 – Intermedia Globe Gold in der Kategorie "Entertainment Children"
- 2011 – Comenius EduMedia Siegel in der Kategorie Allgemeine Multimediaprodukte